# Comic Con Alemanha
A Comic Con Germany é uma feira que acontece anualmente, desde 2016, em Stuttgart. Abordando principalmente histórias em quadrinhos e suas adaptações cinematográficas.

## História
Como os fãs alemães de histórias em quadrinhos visitavam principalmente a Feira de Livros de Leipzig e a feira de histórias em quadrinhos de Köln, um evento similar à Comic-Con Internacional de San Diego foi organizado, afim de ser a versão correspondente alemã. A primeira Comic Con Alemanha teve lugar em Stuttgart entre 25 e 26 de junho e conseguiu contabilizar mais de 50.000 visitantes. Desde de então o número de visitantes vem diminuindo, de modo que em 2018 e 2019, 40.000 e 30.000 visitantes, respectivamente, foram registrador pelo organizador. Ao contrário da Comic Con Alemã, uma feira idêntica com mais datas e locais ao ano, a Comic Con Alemanha planeja organizar o evento apenas uma vez ao ano no futuro. A segunda Comic Con Alemanha aconteceu nos dias 1 e 2 de Julho de 2017.

## Local do evento
O Centro de Eventos de Stuttgart foi escolhido como o local do evento, onde o pavilhão do L-Bank-Forum e suas redondezas ofereciam cerca de 50.000 quilômetros quadrados, dos quais mais de 30.000 quilômetros quadrados eram de áreas para exibição.

## Organizadores
A Comic Con Alemanha é organizada pela Comic Con Alemanha Ltda e seu diretor executivo, Dirk Bartholomä, que em 1982 organizou as primeiras convenções de Star Wars e, desde 1996, vem organizando esses tipos de evento profissionalmente. Além disso, Bartholomä também organizou no passado a feira Ring-Con e a convenção de ficção científica FedCon, em Bonn; por este motivo foi criada a Fed Con Ltda. Durante a pré-venda para a Comic Con Alemanha, 40.000 ingressos foram vendidos. A editora Panini apoiou a Comic Con Alemanha com publicações exclusivas na feira, para colecionadores.

## Perfil e programa-quadro
Ao lado de estandes de editoras de quadrinhos nacionais e internacionais, e vendedores de audiobooks e merchandising em um grande espaço de vendas, também ocorrem palestras, workshops, áreas de jogos, apresentações e uma grande parada de Cosplay, pelas quais a Comic Con Alemanha também se tornou uma convenção onde pessoas com gostos parecidos podem se encontrar, compartilhar e viver o mesmo hobby. Além disso, acontecem exposições com adereços de filmes e estreias de filmes de séries de televisão. Também são convidados cartunistas de renome e atores famosos de diferentes séries de televisão e filmes, com os quais os fãs podem tirar fotos e que também estão disponíveis em painéis e sessões de autógrafos. Os artistas vêm predominante do gênero de horror, ou também são conhecidos por filmes de ficção científica e fantasia, com um foco especial em atores de filmes de super-heróis.

## Convidados
Como o primeiro convidado da Comic Con Alemanha, foi prometido o ator de Star Trek: Voyager e Stargate Atlantis, Robert Picardo. A seguir, foi confirmada a presença da atriz conhecida pelo papel de Ezri Dax em Star Trek: Deep Space Nine, Nicole de Boer; Cody Saintgnue de Teen Wolf e Robert Maschio de Scrubs. Mais tarde foram anunciados atores das séries de televisão: Agentes da S.H.I.E.L.D. (Mark Dacascos, Ming-Na Wen e Brett Dalton), The Flash (John Wesley) e The 100 (Richard Harmon, Bob Morley e Ricky Whittle); e também atores das séries: Battlestar Galactica, American Horror Story e Sons of Anarchy. As atrizes Kelly Hu e Corinne Cléry, dos filmes X-Men 2 e 007 contra o Foguete da Morte, respectivamente, também foram anunciadas.
Os convidados especiais da Comic Con Alemanha 2017 foram, entre outros, os atores John Barrowman de Torchwood,  Dirk Benedict e Herbert Jefferson, Jr. [de] de Kampfstern Galactica [de], Demore Barnes e Ricky Whittle de American Gods, Valene Kane de Rogue One: Uma História Star Wars e Michael Biehn de O Exterminador do Futuro.
Entre outros, os seguintes atores foram convidados da Comic Con Alemanha 2018, em Stuttgart: Nikolaj Coster-Waldau e Pilou Asbæk de Game of Thrones, Robert Maschio [de] de Scrubs e Marina Sirtis de Jornada nas Estrelas: A Nova Geração
Os convidados da Comic Con Alemanha 2019 foram, entre outros: Jonathan Frakes e Brent Spiner de Jornada nas Estrelas: A Nova Geração, Karen Gillan de Doctor Who, Iwan Rheon de Game of Thrones e Pom Klementieff de Guardiões da Galáxia Vol. 2, assim como Richard Dean Anderson de MacGyver.